# Asbel Kiprop
Asbel Kiprop (auch: Asbel Kipruto Kiprop; * 30. Juni 1989 in Kaptinga bei Eldoret) ist ein kenianischer Mittel- und Langstreckenläufer.

## Leben

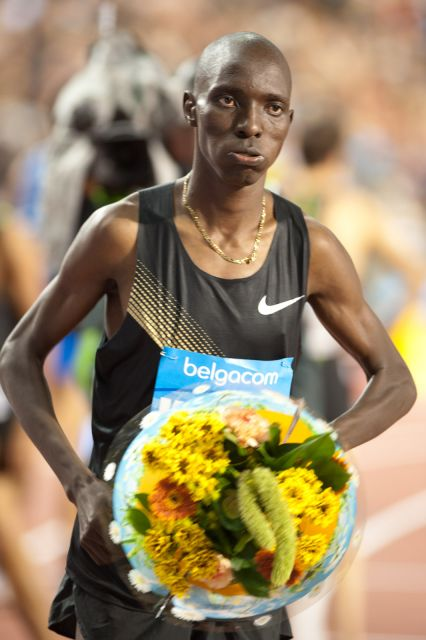
Asbel Kiprop 2010

2006 von Martin Keino, dem Sohn des berühmten Kipchoge Keino, entdeckt, trainierte er im Kip Keino High Performance Training Centre in Eldoret. Obwohl er eigentlich Bahnläufer ist, wurde er von seinem Trainer Jimmy Beauttah überredet, an Crossläufen teilzunehmen, und gewann überraschend das Juniorenrennen (8 km) der Crosslauf-Weltmeisterschaften 2007.
Im Sommer siegte er beim 1500-Meter-Lauf der Afrikaspiele 2007, und bei den Weltmeisterschaften in Osaka wurde er Vierter über dieselbe Distanz. 2008 gewann er bei den Afrikameisterschaften Bronze über 800 Meter und wurde Vierter über 1500 Meter.
Seinen bisher größten Erfolg feierte er bei den Olympischen Spielen 2008 in Peking, als er im 1500-Meter-Lauf Olympiasieger wurde. Er kam zwar hinter dem Bahrainer Rashid Ramzi ins Ziel, allerdings wurde Ramzi im April 2009 im Rahmen einer Nachkontrolle positiv auf das EPO-Derivat Mircera getestet und im November 2009 wurde Kiprop nachträglich die Goldmedaille zugesprochen.
Bei den Weltmeisterschaften in Berlin belegte er im 1500-Meter-Lauf den vierten Platz. Im 800-Meter-Lauf schied er in der Halbfinalrunde aus. Bei den Afrikameisterschaften 2010 in Nairobi siegte er über 1500 Meter. Bei den Weltmeisterschaften 2011 in Daegu konnte er vor seinem Landsmann Silas Kiplagat und dem US-Amerikaner Matthew Centrowitz in einer Zeit von 3:35,69 min die Goldmedaille gewinnen.
In London wollte er bei den Olympischen Spielen 2012 seinen Erfolg von 2008 wiederholen. Allerdings war Kiprop im Finale ohne Chance und belegte nur den letzten Platz. Bei den Weltmeisterschaften 2013 in Moskau verteidigte er erfolgreich seinen Titel von 2011 in einer Zeit von 3:36,28 min. 
Bei den Afrikameisterschaften 2014 in Marrakesch gewann er die Silbermedaille im 1500-Meter-Lauf. 2015 wurde er in Peking zum dritten Mal Weltmeister über seine Paradestrecke. Bei den Olympischen Spielen 2016 hingegen verpasste er als Sechster eine Medaille.
Am 27. Oktober 2017 wurde Kiprop bei einer Dopingkontrolle positiv auf EPO getestet und suspendiert. In einer öffentlichen Erklärung beteuerte Kiprop seine Unschuld und warf im Gegenzug den Kontrolleuren Erpressung und Manipulation der Urinprobe vor. Die für die Verfolgung von Dopingverstößen zuständige  Athletics Integrity Unit (AIU) gestand zwar zu, dass Kiprop unzulässigerweise einen Tag im Voraus über den bevorstehenden Test informiert wurde. Die AIU sah aber keine überzeugenden Anhaltspunkte, die gegen die Authentizität der Probe sprechen würden. Dementsprechend wurde Kiprop in der ersten Instanz zu einer vierjährigen Sperre bis Februar 2022 verurteilt, er kann jedoch gegen das Urteil Berufung einlegen.
Asbel Kiprop ist 1,88 m groß und wiegt 62 kg. Sein Vater David Kebenei wurde 1987 Vierter über 1500 Meter bei den Afrikaspielen.

## Persönliche Bestzeiten

### Freiluft
- 800 m: 1:43,15 min, 22. Juli 2011, Monaco
- 1500 m: 3:26,69 min, 17. Juli 2015, Monaco
- 1 Meile: 3:48,50 min, 7. Juni 2009, Eugene
- 3000 m: 7:42,32 min, 8. Juni 2007, Turin

### Halle
- 800 m: 1:47,25 min, 10. Februar 2010, Stockholm
- 1500 m: 3:42,4 min, 29. Januar 2010, New York City
- 1 Meile: 3:58,03 min, 29. Januar 2010, New York City